# Адель Гафаїті
Мохамед Нурредін Адель Гафаїті (фр. Mohamed Nurredin Adel Gafaiti, 13 липня 1994 року, Нантер, Франція) — алжирсько-французький футболіст, захисник футбольного клубу «Зірка» (Кропивницький).

## Біографія
До 2011 року займався у футбольній школі «Нансі». У 2011 році перейшов у шотландський «Рейнджерс», де виступав у молодіжній команді. Через рік покинув клуб з Глазго, у зв'язку з його фінансовими проблемами і перейшов в англійський «Норвіч Сіті». В Англії продовжив виступати в молодіжному складі клубу, жодного разу не з'явившись на полі в основній команді.
У 2014 році був відданий в оренду в «Олдем Атлетік», де дебютував на професійному рівні, в березні 2014 року, вийшовши на заміну в матчі футбольної Ліги один проти «Кроулі Таун». Однак цей матч так і залишився єдиним для Гафаїті у складі «Олдем Атлетік». По закінченні терміну оренди повернувся в «Норвіч», де так само не відіграв жодної гри.
У 2016 році перейшов в алжирський клуб «Оран», у складі якого провів одну гру в чемпіонаті Алжиру, проти «Белуїздада». У 2017 році перебрався до Франції, де грав в аматорських клубах.
У березні 2018 року підписав з кропивницькою «Зіркою».